# Паностеит при животните
Паностеитът при животните е спонтанно заболяване на младите кучета от едри породи, поразяващо диафизата и метафизата на тръбестите кости. Характеризира се с меду-ларна фиброза (еностоза) и формиране на нова костна тъкан ендоостално и субпе-риостално. Засегнатите животни проявяват интермитираща куцота, която може да засегне един или всичките крайници поотделно или едновременно.
Заболяването засяга кучета от породите немска овчарка, басетхаунд, шот-ландски териер, дог, сан бернар, доберман пинчер, германски късокосмест поинтер, ирландски сетер, златист ретривър, лабрадор ретривър, самоед и миниатюрен шнау-цер. Мъжките се засягат по-често от женските. При женските симптомите се проявя-ват с началото на първия еструс.
Средната възраст при засегнатите животни е 5 до 12 месеца, въпреки че при немските овчарки са наблюдавани случаи от 2 месечна до 5-годишна възраст.
Заболяването е описано за първи път в Европейската ветеринарно медицинска литература през 1951 от Gratz и Bauman като хроничен стеомиелит или еозинофилен паностеит при младо куче от породата немска овчарка.

## Етиология
Пълната кръвна картина на засегнатите животните е в границите на нормалното, както и нивата на алкалната фосфатаза, серумния калций и фосфор. Повечето кучета показват отрицателни резултати за гастроинтестинални паразити. Повечето костномозъчни и кръвни култури са отрицателни по отношение на аеробни или анаеробни микроорганизми и хистопатогенезата не открива патологичен агент. Някои автори смятат, че болестният процес и костните лезии се дължат на атипичен вирусен остеомиелит. Други автори смятат, че влияние могат да оказват стресът, алергиите, мета-болитни изменения, хиперестризъм, паразитна инвазия или автоимунна реакция с вирусна инфекция. Обръща се внимание на генетичния фактор, поради увели-чаващия се брой болни животни от определени породи. Има данни, че качеството на храната оказва влияние, особено протеините и мазнините.

## Клинична картина
Първите симптоми са внезапна куцота, без данни за предхождаща травма. Заболяването започва от костите на предните крайници, като улната се засяга най-често (42%), радиуса (25%), хумеруса (14%), фемура (11%) и тибията (8%). Тежестта на заболяването постепенно се преодолява с възрастта. Степента на куцотата нараства в първите дни от засягането, като не се повлиява от почивка или раздвижване. Периодите на куцота много често се съпровождат с анорексия и летаргия. Характерно е, че куцотата се премества от един крайник на друг на всеки две-три седмици, като това става от предните крайници към задните и обратно, поради това се нарича странстващо куцане. Повторението на болестта на засегнати вече кости е рядко явление, въпреки че при хроничните случаи вторични лезии могат да се открият в радиуса, улната, хумеруса или фемура. Клиничните симптоми се наблюдават от 2 до 9 месеца, болестта изчезва, когато кучетата достигат възраст от 18 до 20 месеца.
Понякога се отчитат слабо повишение на температурата, мускулна атрофия и локална хипертермия. Наблюдава се болка при палпация в областта на засегнатите диафизи. Според някои автори болката е правопропорционална на степента на зася-гане на периоста. Болката може да е слаба до силна, а куцотата от лека до такава, при която не може да се удържи тежестта на тялото. Необходимо е болестта да се диференцира от други подобни заболявания рентгенографски, въпреки че рентгенограф-ските заболявания са трудно забележими в началния и крайния стадий на болестта. Важно е да се знае, че няма връзка между рентгенографското изследване, степента на болка при палпация и степента на куцотата.

## Рентгеново изследване
Показва уплътнение на засегнатите кости. Най-ранната рентгенографска находка е увеличаване на сянката на областта на костно мозъчния канал.
Паностеитът често се наблюдава в комбинация с други заболявания. Диференциалната диагноза трябва да включва хипертрофична остеодистрофия, остеохондтрит, тазобедрена дисплазия, травма, остеомиелит, вторичен хиперпаратиреоидизъм, тендосиновит на бицепса и бурзит на олекранона. Паностеитът е болест на жълтия костен мозък, характеризира се с дегенерация на адипоцити, последвана от пролиферация на съединително тъканни клетки, интрамембранна осификация, изчезване на трабекуларната костна структура. Стресът може да ускори развитие на болестта. Процесът започва в областта, където навлизат изхранващите съдове в костта, и рентгенографски се различава по намалената сянка.

## Лечение
Няма специфично лечение на болестта. Терапия с антибиотици, вита-минни и минерални добавки, промяна в диетата е със слаб успех. Използват се аналгетици и противовъзпалителни, като салицилати и фенилбутазон срещу болката. Когато те не могат да потиснат болката се използват кортикостероиди (преднизолон), които имат добър ефект и срещу куцутата.